# Троценко, Андрей Владимирович
Андрей Владимирович Троценко (укр. Андрій Володимирович Троценко; род. 1 апреля 1975, Днепропетровск) — украинский политик. Председатель Ивано-Франковской облгосадминистрации со 2 марта по 9 сентября 2014 года.

## Биография
Родился 1 апреля 1975 года в Днепропетровске. В 1976 году переехал в г. Надворная Ивано-Франковской области. Окончил Надворнянскую ОШ-1 с отличием. В 1997 году окончил Черновицкий университет, экономический факультет, специальность «финансы и кредит».
С 1998 года работал бухгалтером на «Нефтехимике Прикарпатья». До 2003 года занимал должность заместителя начальника финотдела, был директором Торгового Дома «Нафтогазсервис».
В 2003 году начал бизнес — создал ООО «Изумруд Прикарпатья» — успешное мыльное производство по изготовлению хозяйственного мыла по модернизированной отечественной технологии: до 2006 года были главными поставщиками мыла Укрпочты, Укрзализныци и другим коммерческим и государственным компаниям. В 2004 году с 60 работниками получили звание «Лучший работодатель года».
В 2008 году стал помощником народного депутата Дмитрия Шлемко. Тогда же был назначен на должность начальника Государственного управления охраны окружающей среды в области.
К 2010 году получил в Ивано-Франковском национальном техническом университете нефти и газа второе высшее образование — инженер-эколог.
В 2010 году покинул пост и вернулся директором на «Изумруд Прикарпатья». До этого работал директором мыльного производства.
С 2004 года член ВО «Батькивщина». Женат, 4 детей. Жена — ассистент на кафедре английской филологии, кандидат наук.
Председатель правления благотворительной организации «Экологический форум Прикарпатья».
Депутат Ивано-Франковского областного совета (Всеукраинское объединение «Батькивщина»).
Со 2 марта по 9 сентября 2014 года — председатель Ивано-Франковской областной государственной администрации.